# 2010-es labdarúgó-világbajnokság-selejtező (UEFA – 7. csoport)
A 2010-es labdarúgó-világbajnokság európai 7. selejtezőcsoportjának mérkőzéseit, és a csoport végeredményét tartalmazó lapja. A csoport sorsolását 2007. november 25-én tartották a dél-afrikai Durbanban. A csoportban körmérkőzéses, oda-visszavágós rendszerben játszottak egymással a labdarúgó-válogatottak. A csoportelső automatikus résztvevője lett a 2010-es labdarúgó-világbajnokságnak, a csoport második helyezett csapata csak úgy játszhatott pótselejtezőt, ha a másik nyolc csoportban legalább egy válogatottnál jobb lett a csoport első öt helyezettje elleni összeredménye.
A csoportban az előző világbajnokság ezüstérmese, Franciaország mellett Románia, Szerbia, Litvánia, Ausztria és Feröer szerepelt.
A mérkőzések időpontjairól 2007. december 8-án egyeztettek a selejtezőcsoportban szereplő labdarúgó-válogatottak képviselői Bécsben, Ausztriában.

## Tabella
| Hely. | Csapat        | M  | Gy | D | V | G+ | G– | Gk  | P  | Továbbjutás                         |     | Szerbia | Franciaország | Ausztria | Litvánia | Románia | Feröer |
| ----- | ------------- | -- | -- | - | - | -- | -- | --- | -- | ----------------------------------- | --- | ------- | ------------- | -------- | -------- | ------- | ------ |
| 1.    | Szerbia       | 10 | 7  | 1 | 2 | 22 | 8  | +14 | 22 | Kijutott a 2010-es világbajnokságra |     | —       | 1–1           | 1–0      | 3–0      | 5–0     | 2–0    |
| 2.    | Franciaország | 10 | 6  | 3 | 1 | 18 | 9  | +9  | 21 | Továbbjutott a második fordulóba    |     | 2–1     | —             | 3–1      | 1–0      | 1–1     | 5–0    |
| 3.    | Ausztria      | 10 | 4  | 2 | 4 | 14 | 15 | −1  | 14 |                                     |     | 1–3     | 3–1           | —        | 2–1      | 2–1     | 3–1    |
| 4.    | Litvánia      | 10 | 4  | 0 | 6 | 10 | 11 | −1  | 12 |                                     | 2–1 | 0–1     | 2–0           | —        | 0–1      | 1–0     |        |
| 5.    | Románia       | 10 | 3  | 3 | 4 | 12 | 18 | −6  | 12 |                                     | 2–3 | 2–2     | 1–1           | 0–3      | —        | 3–1     |        |
| 6.    | Feröer        | 10 | 1  | 1 | 8 | 5  | 20 | −15 | 4  |                                     | 0–2 | 0–1     | 1–1           | 2–1      | 0–1      | —       |        |

## Mérkőzések
| 2008. szeptember 6. 21:00 (UTC+3) |

| Románia | 0–3               | Litvánia                                    |
| ------- | ----------------- | ------------------------------------------- |
|         | (0–1) Jegyzőkönyv | Stankevičius 31' Mikoliūnas 69' Kalonas 86' |

| Dr. Constantin Rădulescu Stadion, Kolozsvár Nézőszám: 14 000 Játékvezető: Kelly (ír) |

| 2008. szeptember 6. 20:15 (UTC+2) |

| Szerbia                           | 2–0               | Feröer       |
| --------------------------------- | ----------------- | ------------ |
| J. Jacobsen 30' (öngól) Žigić 88' | (1–0) Jegyzőkönyv | Næs 60′, 83′ |

| Crvena Zvezda Stadion, Belgrád Nézőszám: 9 615 Játékvezető: Nyikolajev (orosz) |

| 2008. szeptember 6. 20:45 (UTC+2) |

| Ausztria                                         | 3–1               | Franciaország |
| ------------------------------------------------ | ----------------- | ------------- |
| Janko 8' Aufhauser 41' Ivanschitz 72' (11-esből) | (2–0) Jegyzőkönyv | Govou 61'     |

| Ernst Happel Stadion, Bécs Nézőszám: 45 000 Játékvezető: Larsen (dán) |

| 2008. szeptember 10. 17:30 (UTC+1) |

| Feröer | 0–1               | Románia               |
| ------ | ----------------- | --------------------- |
|        | (0–0) Jegyzőkönyv | Cociş 59' Ghionea 50′ |

| Tórsvøllur Stadion, Tórshavn Nézőszám: 805 Játékvezető: Strahonja (horvát) |

| 2008. szeptember 10. 20:30 (UTC+3) |

| Litvánia             | 2–0               | Ausztria |
| -------------------- | ----------------- | -------- |
| Danilevičius 52' 58' | (0–0) Jegyzőkönyv |          |

| Sūduva Stadion, Marijampole Nézőszám: 4 500 Játékvezető: Tagliavento (olasz) |

| 2008. szeptember 10. 21:00 (UTC+2) |

| Franciaország        | 2–1               | Szerbia      |
| -------------------- | ----------------- | ------------ |
| Henry 53' Anelka 63' | (0–0) Jegyzőkönyv | Ivanović 75' |

| Stade de France, Saint-Denis Nézőszám: 53 027 Játékvezető: Benquerença (portugál) |

| 2008. október 11. 16:00 (UTC+1) |

| Feröer    | 1–1               | Ausztria    |
| --------- | ----------------- | ----------- |
| Løkin 47' | (0–0) Jegyzőkönyv | Stranzl 49' |

| Tórsvøllur Stadion, Tórshavn Nézőszám: 1 890 Játékvezető: Ceferin (szlovén) |

| 2008. október 11. 20:15 (UTC+2) |

| Szerbia                          | 3–0               | Litvánia        |
| -------------------------------- | ----------------- | --------------- |
| Ivanović 6' Krasić 34' Žigić 82' | (2–0) Jegyzőkönyv | Klimavičius 74′ |

| Crvena Zvezda Stadion, Belgrád Nézőszám: 22 000 Játékvezető: Mejuto González (spanyol) |

| 2008. október 11. 21:40 (UTC+3) |

| Románia            | 2–2               | Franciaország           |
| ------------------ | ----------------- | ----------------------- |
| Petre 5' Goian 16' | (2–1) Jegyzőkönyv | Ribéry 36' Gourcuff 68' |

| Farul Stadion, Konstanca Nézőszám: 12 800 Játékvezető: De Bleeckere (belga) |

| 2008. október 15. 19:00 (UTC+3) |

| Litvánia         | 1–0               | Feröer |
| ---------------- | ----------------- | ------ |
| Danilevičius 20' | (1–0) Jegyzőkönyv |        |

| S. Darius és S. Girėnas Stadion, Kaunas Nézőszám: 5 000 Játékvezető: Kapitánísz (ciprusi) |

| 2008. október 15. 20:30 (UTC+2) |

| Ausztria  | 1–3               | Szerbia                                |
| --------- | ----------------- | -------------------------------------- |
| Janko 80' | (0–3) Jegyzőkönyv | Krasić 14' Jovanović 18' Obradović 24' |

| Ernst Happel Stadion, Bécs Nézőszám: 47 998 Játékvezető: Riley (angol) |

| 2009. március 28. 19:45 (UTC+2) |

| Románia               | 2–3               | Szerbia                                       |
| --------------------- | ----------------- | --------------------------------------------- |
| Marica 50' Stoica 74' | (0–2) Jegyzőkönyv | Jovanović 18' Stoica 44' (öngól) Ivanović 59' |

| Farul Stadion, Konstanca Nézőszám: 12 000 Játékvezető: Trefoloni (olasz) |

| 2009. március 28. 21:45 (UTC+2) |

| Litvánia | 0–1               | Franciaország |
| -------- | ----------------- | ------------- |
|          | (0–0) Jegyzőkönyv | Ribéry 67'    |

| S. Darius és S. Girėnas Stadion, Kaunas Nézőszám: 8 700 Játékvezető: Braamhaar (holland) |

| 2009. április 1. 20:30 (UTC+2) |

| Ausztria       | 2–1               | Románia    |
| -------------- | ----------------- | ---------- |
| Hoffer 26' 44' | (2–1) Jegyzőkönyv | Tănase 24' |

| Hypo-Arena, Klagenfurt Nézőszám: 23 000 Játékvezető: Thomson (skót) |

| 2009. április 1. 21:00 (UTC+2) |

| Franciaország | 1–0               | Litvánia |
| ------------- | ----------------- | -------- |
| Ribéry 75'    | (0–0) Jegyzőkönyv |          |

| Stade de France, Párizs Nézőszám: 79 543 Játékvezető: Webb (angol) |

| 2009. június 6. 21:00 (UTC+3) |

| Litvánia | 0–1               | Románia    |
| -------- | ----------------- | ---------- |
|          | (0–1) Jegyzőkönyv | Marica 39' |

| Sūduva Stadion, Marijampolė Nézőszám: 5 850 Játékvezető: Eriksson (svéd) |

| 2009. június 6. 20:30 (UTC+2) |

| Szerbia               | 1–0               | Ausztria |
| --------------------- | ----------------- | -------- |
| Milijaš 7' (11-esből) | (1–0) Jegyzőkönyv |          |

| Crvena Zvezda Stadion, Belgrád Nézőszám: 41 000 Játékvezető: Vink (holland) |

| 2009. június 10. 19:15 (UTC+1) |

| Feröer | 0–2               | Szerbia                   |
| ------ | ----------------- | ------------------------- |
|        | (0–1) Jegyzőkönyv | Jovanović 44' Subotić 69' |

| Tórsvøllur Stadion, Tórshavn Nézőszám: 2 896 Játékvezető: Levi (izraeli) |

| 2009. augusztus 12. 17:00 (UTC+1) |

| Feröer | 0–1               | Franciaország |
| ------ | ----------------- | ------------- |
|        | (0–1) Jegyzőkönyv | Gignac 41'    |

| Tórsvøllur Stadion, Tórshavn Nézőszám: 2 974 Játékvezető: Mihálisz Kukulákisz (görög) |

| 2009. szeptember 5. 20:30 (UTC+2) |

| Ausztria                               | 3–1               | Feröer       |
| -------------------------------------- | ----------------- | ------------ |
| Maierhofer 1' Janko 15' 58' (11-esből) | (2–0) Jegyzőkönyv | A. Olsen 82' |

| UPC Arena, Graz Nézőszám: 12 300 Játékvezető: Borg (máltai) |

| 2009. szeptember 5. 21:00 (UTC+2) |

| Franciaország | 1–1               | Románia            |
| ------------- | ----------------- | ------------------ |
| Henry 48'     | (0–0) Jegyzőkönyv | Escude 55' (öngól) |

| Stade de France, Saint-Denis Nézőszám: 78 209 Játékvezető: Bebek (horvát) |

| 2009. szeptember 9. 17:15 (UTC+1) |

| Feröer                  | 2–1               | Litvánia         |
| ----------------------- | ----------------- | ---------------- |
| S. Olsen 15' Hansen 35' | (2–1) Jegyzőkönyv | Danilevičius 23' |

| Svangaskarð Stadion, Toftir Nézőszám: 1 942 Játékvezető: Vad (magyar) |

| 2009. szeptember 9. 20:45 (UTC+3) |

| Románia   | 1–1               | Ausztria     |
| --------- | ----------------- | ------------ |
| Bucur 54' | (0–0) Jegyzőkönyv | Schiemer 83' |

| Ghencea Stadion, Bukarest Nézőszám: 7 505 Játékvezető: Atkinson (angol) |

| 2009. szeptember 9. 21:00 (UTC+2) |

| Szerbia                            | 1–1               | Franciaország       |
| ---------------------------------- | ----------------- | ------------------- |
| Milijaš 12' (11-esből) Lazović 89′ | (1–1) Jegyzőkönyv | Henry 36' Lloris 9′ |

| FK Crvena Zvezda stadion, Belgrád Nézőszám: 49 456 Játékvezető: Rosetti (olasz) |

| 2009. október 10. 20:30 (UTC+2) |

| Ausztria                         | 2–1               | Litvánia         |
| -------------------------------- | ----------------- | ---------------- |
| Janko 16' Wallner 80' (11-esből) | (1–0) Jegyzőkönyv | Stankevičius 66' |

| Tivoli Neu, Innsbruck Nézőszám: 14 200 Játékvezető: Gumienny (belga) |

| 2009. október 10. 20:30 (UTC+2) |

| Szerbia                                                    | 5–0               | Románia   |
| ---------------------------------------------------------- | ----------------- | --------- |
| Žigić 37' Pantelić 50' Kuzmanović 78' Jovanović 86', 90+3' | (1–0) Jegyzőkönyv | Chivu 85′ |

| FK Crvena Zvezda stadion, Belgrád Nézőszám: 39 839 Játékvezető: Kapitánísz (ciprusi) |

| 2009. október 10. 21:00 (UTC+2) |

| Franciaország                                    | 5–0               | Feröer |
| ------------------------------------------------ | ----------------- | ------ |
| Gignac 34' 39' Gallas 53' Anelka 86' Benzema 88' | (2–0) Jegyzőkönyv |        |

| Stade du Roudourou, Guingamp Nézőszám: 16 755 Játékvezető: Małek (lengyel) |

| 2009. október 14. 21:00 (UTC+2) |

| Franciaország                               | 3–1               | Ausztria  |
| ------------------------------------------- | ----------------- | --------- |
| Benzema 18' Henry 26' (11-esből) Gignac 66' | (2–0) Jegyzőkönyv | Janko 48' |

| Stade de France, Saint-Denis Nézőszám: 78 099 Játékvezető: Proença (portugál) |

| 2009. október 14. 21:00 (UTC+3) |

| Litvánia                                           | 2–1               | Szerbia   |
| -------------------------------------------------- | ----------------- | --------- |
| Kalonas 18' (11-esből) Stankevičius 67' (11-esből) | (1–0) Jegyzőkönyv | Tošić 59' |

| Sūduva Stadion, Marijampole Nézőszám: 2 000 Játékvezető: Guenov (bolgár) |

| 2009. október 14. 21:00 (UTC+3) |

| Románia                          | 3–1               | Feröer   |
| -------------------------------- | ----------------- | -------- |
| Apostol 16' Bucur 65' Mazilu 88' | (1–0) Jegyzőkönyv | á Bø 83' |

| Stadionul Ceahlăul, Karácsonkő Nézőszám: 13 000 Játékvezető: Gvardis (orosz) |

## Góllövőlista
Alapvető sorrend: gólok száma (csökkenő); játszott percek (növekvő); országnév; játékosnév.
| Helyezés | Játékos             | Nemzet        | Gólok | Játszott percek | Percek / gól |
| -------- | ------------------- | ------------- | ----- | --------------- | ------------ |
| 1.       | Marc Janko          | Ausztria      | 6     | 545'            | 90' 49"      |
| 2.       | Milan Jovanović     | Szerbia       | 5     | 655'            | 131'         |
| 3.       | André-Pierre Gignac | Franciaország | 4     | 293'            | 73' 15"      |
| 4.       | Thierry Henry       | Franciaország | 4     | 758'            | 189' 30"     |
| 5.       | Tomas Danilevičius  | Litvánia      | 4     | 810'            | 202' 30"     |
| 6.       | Franck Ribéry       | Franciaország | 3     | 341'            | 113' 40"     |
| 7.       | Marius Stankevičius | Litvánia      | 3     | 720'            | 240'         |
| 8.       | Nikola Žigić        | Szerbia       | 3     | 754'            | 251' 20"     |
| 9.       | Branislav Ivanović  | Szerbia       | 3     | 777'            | 259'         |
| 10.      | Gheorghe Bucur      | Románia       | 2     | 319'            | 159' 30"     |
| 11.      | Karim Benzema       | Franciaország | 2     | 361'            | 180' 30"     |
| 12.      | Mindaugas Kalonas   | Litvánia      | 2     | 386'            | 193'         |
| 13.      | Erwin Hoffer        | Ausztria      | 2     | 390'            | 195'         |
| 14.      | Nicolas Anelka      | Franciaország | 2     | 415'            | 207' 30"     |
| 15.      | Nenad Milijaš       | Szerbia       | 2     | 607'            | 303' 30"     |
| 16.      | Ciprian Marica      | Románia       | 2     | 718'            | 359'         |
| 17.      | Miloš Krasić        | Szerbia       | 2     | 763'            | 381' 30"     |
| 18.      | Ionut Mazilu        | Románia       | 1     | 20'             | 20'          |
| 19.      | Andreas Lava Olsen  | Feröer        | 1     | 66'             | 66'          |
| 20.      | Florentin Petre     | Románia       | 1     | 75'             | 75'          |
| 21.      | Roman Wallner       | Ausztria      | 1     | 119'            | 119'         |
| 22.      | Dorel Stoica        | Románia       | 1     | 134'            | 134'         |
| 23.      | Zoran Tosić         | Szerbia       | 1     | 146'            | 146'         |
| 24.      | Arnbjørn Hansen     | Feröer        | 1     | 180'            | 180'         |
| 25.      | Rene Aufhauser      | Ausztria      | 1     | 205'            | 205'         |
| 26.      | Cristian Tănase     | Románia       | 1     | 224'            | 224'         |
| 27.      | Zdravko Kuzmanović  | Szerbia       | 1     | 297'            | 297'         |
| 28.      | Neven Subotić       | Szerbia       | 1     | 311'            | 311'         |
| 29.      | Sidney Govou        | Franciaország | 1     | 324'            | 324'         |
| 30.      | Andreas Ivanschitz  | Ausztria      | 1     | 351'            | 351'         |
| 31.      | Iulian Apostol      | Románia       | 1     | 360'            | 360'         |
| 32.      | Martin Stranzl      | Ausztria      | 1     | 378'            | 378'         |
| 33.      | Stefan Maierhofer   | Ausztria      | 1     | 405'            | 405'         |
| 34.      | Dorin Goian         | Románia       | 1     | 415'            | 415'         |
| 35.      | Răzvan Cociş        | Románia       | 1     | 436'            | 436'         |
| 36.      | Franz Schiemer      | Ausztria      | 1     | 450'            | 450'         |
| 37.      | Súni Olsen          | Feröer        | 1     | 499'            | 499'         |
| 38.      | Saulius Mikoliūnas  | Litvánia      | 1     | 499'            | 499'         |
| 39.      | Ivan Obradović      | Szerbia       | 1     | 511'            | 511'         |
| 40.      | Bogi Løkin          | Feröer        | 1     | 538'            | 538'         |
| 41.      | Yoann Gourcuff      | Franciaország | 1     | 581'            | 581'         |
| 42.      | Marko Pantelić      | Szerbia       | 1     | 649'            | 649'         |
| 43.      | William Gallas      | Franciaország | 1     | 720'            | 720'         |
| 44.      | Egil á Bø           | Feröer        | 1     | 810'            | 810'         |

Öngólok
Alapvető sorrend: gólok száma (csökkenő); országnév; játékosnév.
| Játékos       | Nemzet  | Gólok | Ellenfél      |
| ------------- | ------- | ----- | ------------- |
| Jón Jacobsen  | Feröer  | 1     | Szerbia       |
| Julien Escudé | Románia | 1     | Franciaország |
| Dorel Stoica  | Románia | 1     | Szerbia       |

## Lapok
Alapvető sorrend: kiállítások száma (csökkenő); második sárga lap miatti kiállítások száma (csökkenő); sárga lapok száma (csökkenő); országnév; játékosnév.
| Játékos                  | Nemzet        | kiállítva | sárga lap · 2. sárga lap · kiállítva | Sárga lap | Összesen |
| ------------------------ | ------------- | --------- | ------------------------------------ | --------- | -------- |
| Arūnas Klimavičius       | Litvánia      | 1         |                                      | 2         | 3        |
| Cristian Chivu           | Románia       | 1         |                                      | 1         | 2        |
| Hugo Lloris              | Franciaország | 1         |                                      |           | 1        |
| Sorin Ghionea            | Románia       | 1         |                                      |           | 1        |
| Danko Lazović            | Szerbia       | 1         |                                      |           | 1        |
| Jónas Þór Næs            | Feröer        |           | 1                                    | 1         | 2        |
| Dejan Stanković          | Szerbia       |           |                                      | 4         | 4        |
| Christian Fuchs          | Ausztria      |           |                                      | 3         | 3        |
| Paul Scharner            | Ausztria      |           |                                      | 3         | 3        |
| Jákup á Borg             | Feröer        |           |                                      | 3         | 3        |
| Símun Samuelsen          | Feröer        |           |                                      | 3         | 3        |
| Linas Pilibaitis         | Litvánia      |           |                                      | 3         | 3        |
| Nikola Žigić             | Szerbia       |           |                                      | 3         | 3        |
| René Aufhauser           | Ausztria      |           |                                      | 2         | 2        |
| Marc Janko               | Ausztria      |           |                                      | 2         | 2        |
| Veli Kavlak              | Ausztria      |           |                                      | 2         | 2        |
| Franz Schiemer           | Ausztria      |           |                                      | 2         | 2        |
| Frodi Benjaminsen        | Feröer        |           |                                      | 2         | 2        |
| Atli Danielsen           | Feröer        |           |                                      | 2         | 2        |
| Atli Gregersen           | Feröer        |           |                                      | 2         | 2        |
| Einar Hansen             | Feröer        |           |                                      | 2         | 2        |
| Christian Holst          | Feröer        |           |                                      | 2         | 2        |
| Bogi Løkin               | Feröer        |           |                                      | 2         | 2        |
| Lassana Diarra           | Franciaország |           |                                      | 2         | 2        |
| Jérémy Toulalan          | Franciaország |           |                                      | 2         | 2        |
| Vidas Alunderis          | Litvánia      |           |                                      | 2         | 2        |
| Edgaras Česnauskis       | Litvánia      |           |                                      | 2         | 2        |
| Tomas Danilevičius       | Litvánia      |           |                                      | 2         | 2        |
| Kęstutis Ivaškevičius    | Litvánia      |           |                                      | 2         | 2        |
| Saulius Mikoliūnas       | Litvánia      |           |                                      | 2         | 2        |
| Iulian Apostol           | Románia       |           |                                      | 2         | 2        |
| Florin Costea            | Románia       |           |                                      | 2         | 2        |
| Dorin Goian              | Románia       |           |                                      | 2         | 2        |
| Adrian Mutu              | Románia       |           |                                      | 2         | 2        |
| Boško Janković           | Szerbia       |           |                                      | 2         | 2        |
| Zdravko Kuzmanović       | Szerbia       |           |                                      | 2         | 2        |
| Ivan Obradović           | Szerbia       |           |                                      | 2         | 2        |
| Neven Subotić            | Szerbia       |           |                                      | 2         | 2        |
| Michael Gspurning        | Ausztria      |           |                                      | 1         | 1        |
| Martin Harnik            | Ausztria      |           |                                      | 1         | 1        |
| Andreas Ivanschitz       | Ausztria      |           |                                      | 1         | 1        |
| Stefan Lexa              | Ausztria      |           |                                      | 1         | 1        |
| Stefan Maierhofer        | Ausztria      |           |                                      | 1         | 1        |
| Yasin Pehlivan           | Ausztria      |           |                                      | 1         | 1        |
| Emanuel Pogatetz         | Ausztria      |           |                                      | 1         | 1        |
| Martin Stranzl           | Ausztria      |           |                                      | 1         | 1        |
| Sebastian Prödl          | Ausztria      |           |                                      | 1         | 1        |
| Roman Wallner            | Ausztria      |           |                                      | 1         | 1        |
| Egil Bo                  | Feröer        |           |                                      | 1         | 1        |
| Johan Troest             | Feröer        |           |                                      | 1         | 1        |
| Christian Høgni Jacobsen | Feröer        |           |                                      | 1         | 1        |
| Jakup Mikkelsen          | Feröer        |           |                                      | 1         | 1        |
| Mikkjal Thomassen        | Feröer        |           |                                      | 1         | 1        |
| Eric Abidal              | Franciaország |           |                                      | 1         | 1        |
| Jean-Alain Boumsong      | Franciaország |           |                                      | 1         | 1        |
| Patrice Evra             | Franciaország |           |                                      | 1         | 1        |
| William Gallas           | Franciaország |           |                                      | 1         | 1        |
| Yoann Gourcuff           | Franciaország |           |                                      | 1         | 1        |
| Bakari Sagna             | Franciaország |           |                                      | 1         | 1        |
| Deividas Česnauskis      | Litvánia      |           |                                      | 1         | 1        |
| Ignas Dedura             | Litvánia      |           |                                      | 1         | 1        |
| Mindaugas Kalonas        | Litvánia      |           |                                      | 1         | 1        |
| Deividas Semberas        | Litvánia      |           |                                      | 1         | 1        |
| Darvydas Šernas          | Litvánia      |           |                                      | 1         | 1        |
| Irmantas Zelmikas        | Litvánia      |           |                                      | 1         | 1        |
| Gheorghe Bucur           | Románia       |           |                                      | 1         | 1        |
| Adrian Cristea           | Románia       |           |                                      | 1         | 1        |
| Varga Daciam             | Románia       |           |                                      | 1         | 1        |
| Ionel Dănciulescu        | Románia       |           |                                      | 1         | 1        |
| Nicolae Grigore          | Románia       |           |                                      | 1         | 1        |
| Ciprian Marica           | Románia       |           |                                      | 1         | 1        |
| Marius Niculae           | Románia       |           |                                      | 1         | 1        |
| Christian Panin          | Románia       |           |                                      | 1         | 1        |
| Mirel Rădoi              | Románia       |           |                                      | 1         | 1        |
| Razvan Rat               | Románia       |           |                                      | 1         | 1        |
| Gabriel Tamaş            | Románia       |           |                                      | 1         | 1        |
| Ivica Dragutinović       | Szerbia       |           |                                      | 1         | 1        |
| Branislav Ivanović       | Szerbia       |           |                                      | 1         | 1        |
| Milan Jovanović          | Szerbia       |           |                                      | 1         | 1        |
| Aleksandar Luković       | Szerbia       |           |                                      | 1         | 1        |
| Nenad Milijaš            | Szerbia       |           |                                      | 1         | 1        |
| Antonio Rukavina         | Szerbia       |           |                                      | 1         | 1        |
| Zoran Tosić              | Szerbia       |           |                                      | 1         | 1        |
| Nemanja Vidić            | Szerbia       |           |                                      | 1         | 1        |
| Összesen                 | Összesen      | 5         | 1                                    | 122       | 128      |

## Nézőszámok
Az alábbi táblázat tartalmazza a csapatok otthoni mérkőzéseinek nézőszámait
Alapvető sorrend: átlagos nézőszám (csökkenő); országnév
| Csapat        | M | Összesen | Legalacsonyabb | Legmagasabb | Átlag  |
| ------------- | - | -------- | -------------- | ----------- | ------ |
| Franciaország | 5 | 305 633  | 16 755         | 79 543      | 61 127 |
| Szerbia       | 5 | 161 910  | 9 615          | 49 456      | 32 382 |
| Ausztria      | 5 | 142 498  | 12 300         | 47 998      | 28 500 |
| Románia       | 5 | 59 305   | 7 505          | 14 000      | 11 861 |
| Litvánia      | 5 | 26 050   | 2 000          | 8 700       | 5 210  |
| Feröer        | 5 | 10 507   | 805            | 2 974       | 2 101  |